# Pilkuse-See
Der Pilkuse-See (estnisch Pilkuse järv) ist ein See im Süden Estlands. Er liegt ca. 2 km östlich von Otepää.
Die Fläche des Sees beträgt 10,5 Hektar, die größte Tiefe 5,4 m. Am Ostufer wachsen Eichen, im Süden liegt der stark bewaldete Berg Võnnumägi. Der Grund des Sees ist meist schlammig, das Wasser gelbgrün.
Mit 27 Pflanzenarten ist die Fauna relativ reich. Als Fische kommen unter anderem Barsche und Hechte vor.
Der See ist Teil des Schutzgebiets Naturpark Otepää.